# Königsteiner Liederbuch
Das Königsteiner Liederbuch ist ein in sich abgeschlossener Teil einer Papier-Handschrift mit Kleindichtungen, die vorwiegend aus  Minnesang bestehen. Die Handschrift enthält 169 Lieder, die überwiegend ohne Melodie überliefert sind und über deren Autoren nichts bekannt ist.

## Geschichte des Königsteiner Liederbuches
Das genaue Entstehungsjahr des Königsteiner Liederbuches ist unbekannt. Es gibt aber einige Hinweise auf die Zeit: Die Wasserzeichen lassen sich auf die Jahre 1470 bis 1473 datieren, darüber hinaus stehen unter den Texten Nr. 6 und Nr. 141 die Jahreszahlen 1464 beziehungsweise 1469. Als dritter Hinweis tauchen in Texten Namen auf: So lässt sich beispielsweise der Name Heinrich von Württemberg finden. Dessen Schwester Margarete heiratete 1469 Philipp von Eppstein-Königstein, der 1471 starb.
Aufgrund des überwiegenden rheinfränkischen Dialektes wird vermutet, dass das Königsteiner Liederbuch in Hessen geschrieben wurde.
Über Auftraggeber und Vorbesitzer der Handschrift ist nichts bekannt, erst für den Beginn des 19. Jahrhunderts sind Aussagen möglich: Clemens Brentano erwarb die Liederhandschrift im Jahr 1804, die ersten Lieder daraus veröffentlichte ein Jahr später seine Frau Sophie Mereau. Im Jahr 1809 lässt er die Handschrift bei den Brüdern Jacob und Wilhelm Grimm, die sie, als Brentano die Handschrift im Jahr 1815 zurückfordert, behalten. Zwischen 1827 und 1847 ist das Königsteiner Liederbuch im Besitz von Karl Hartwig Gregor von Meusebach nachweisbar. Im Jahr 1850 geht es schließlich in den Besitz der Staatsbibliothek zu Berlin (Signatur: mgq 719 Bl. 103–185) über.